# Маяк Форт-Пойнт (Мэн)
Маяк Форт-Пойнт (англ. Fort Point Light) — маяк, расположенный в устье реки Пенобскот в городе Стоктон-Спрингс, округ Уолдо, штат Мэн, США. Построен в 1836 году. Автоматизирован в 1988 году.

## История
Торговый поток через реку Пенобскот и залив Пенобскот постепенно увеличивался, и в 30 июня 1834 года конгресс выделил 5 000$ на строительство маяка и жилища смотрителя вблизи устья реки.  В 1836 году строительство было завершено, причем подрядчик уложился в сумму 4 377$. Первоначальный маяк представлял собой коническую башню из гранита, рядом с которой располагался деревянный дом смотрителя. Влажный морской климат и холодные зимы довольно быстро привели дом смотрителя в негодность, и в 1855 годы было решено заменить его, а также и сам маяк, не отличавшийся высоким качеством постройки. В 1857 году современные дом смотрителя и маяк были закончены. Маяк представляет собой квадратную кирпичную башню, которая через небольшой крытый проход  соединена с домом смотрителя. Также на территория находятся хозяйственная постройка, небольшая котельная и колокольня, использовавшаяся ранее во время тумана.
Маяк был автоматизирован Береговой охраной США в 1988 году. Оригинальные линзы Френеля используются в маяке до сих пор.
В 1987 году он был включен в Национальный реестр исторических мест.
В настоящее время маяк является частью государственного парка Форт-Пойнт.